# Hans Christian Andersen
Hans Christian Andersen (n. 2 aprilie 1805, Odense, Danemarca-Norvegia – d. 4 august 1875, Rolighed (Østerbro)⁠(d), amtul Copenhaga⁠(d), Danemarca) a fost un scriitor danez, celebru mai ales pentru basmele sale. În timpul vieții, Andersen a fost celebrat de Casa Regală daneză, și aclamat pentru că a adus bucurie copiilor din întreaga Europă. Basmele sale au fost traduse în peste o sută de limbi și continuă să fie publicate în milioane de exemplare în întreaga lume.
Printre cele mai cunoscute povești ale sale se numără „Crăiasa zăpezii”, „Mica sirenă”, „Hainele cele noi ale împăratului”, „Prințesa și bobul de mazăre”,  „Soldățelul de plumb”, „Fata din soc”, „Fetița cu chibrituri”, „Florile micuței Ida” și „Rățușca cea urâtă”. 
A refuzat toată viața să semneze altfel decât cu inițialele H.C., de aceea editurile serioase i-au respectat și după moarte dorința. Este incorect, ca și la T.S. Eliot și  alți scriitori care au ales acest mod de semnătură (în România, de exemplu, G/Călinescu), să apară pe copertă numele întreg.

## Biografie

### Copilărie

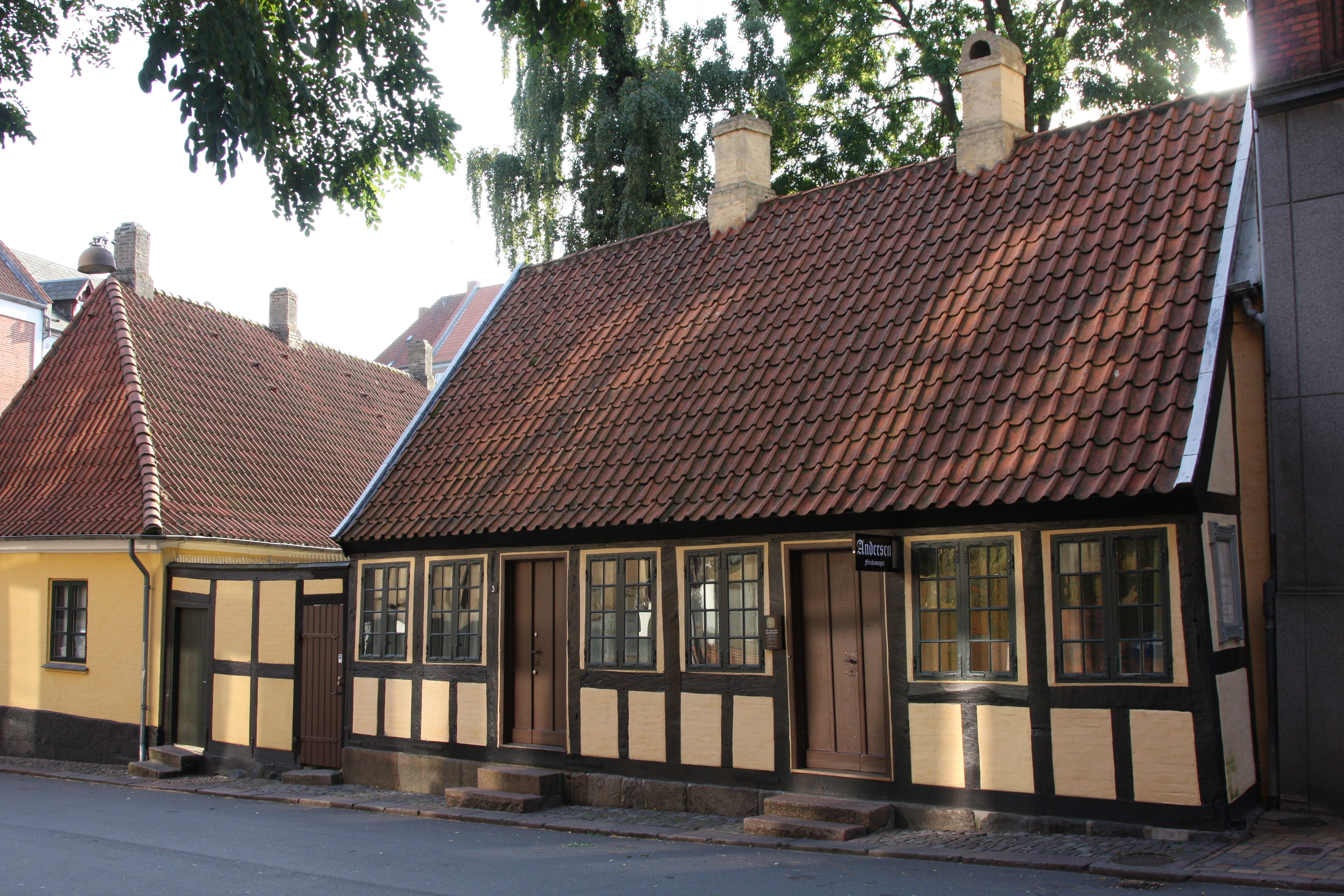
Casa în care a copilărit Andersen

H.C. Andersen a scris proză, teatru și poezie, rămânând celebru în special pentru poveștile sale. El s-a născut la Odense, Danemarca, marți, 2 aprilie 1805. În Danemarca și restul Scandinaviei el este cunoscut ca H.C. Andersen. Prenumele Hans Christian este un prenume tradițional danez și este folosit ca nume de sine stătător, deși, la origine, a reprezentat o combinație de două nume. Este incorect să se folosească doar unul dintre cele două prenume. Este un obicei acceptat în Danemarca să se folosească, în acest nume și în câteva altele, doar inițialele. 
Tatăl lui Andersen credea că ar putea avea rădăcini nobile, și conform specialiștilor de la Centrul Hans Christian Andersen, bunica pe linie paternă i-a spus că familia fusese odată pe o scară socială superioară. Oricum, cercetările arată că aceste povești sunt nefondate. Familia, după cât se pare, avea ceva legături cu regalitatea daneză, dar numai în ce privește munca la curte. Oricum, teoria că Andersen a fost fiul nelegitim al regelui persistă în Danemarca, susținută și de faptul că regele danez a manifestat un interes personal pentru tânărul Andersen și a plătit pentru educația lui. Scriitorul Rolf Dorset insistă că nu toate opțiunile au fost explorate în determinarea moștenirii lui Andersen. 
De mic copil Andersen a dovedit o inteligență și o imaginație sclipitoare, o trăsătură încurajată de îngăduința părinților și de superstiția mamei lui. El și-a construit un mic teatru de jucărie și stătea acasă făcând haine pentru păpușile lui, și citea toate piesele care-i cădeau în mână; printre ele erau cele ale lui Ludvig Holberg și William Shakespeare. De-a lungul copilăriei a fost pasionat de literatură. Era cunoscut pentru memorarea integrală a  pieselor lui Shakespeare și recitarea lor, folosindu-și păpușile de lemn drept actori.
În 1816 tatăl său a murit și, pentru a fi capabil să se întrețină singur, Andersen lucra ca ucenic atât pentru un țesător, cât și pentru un croitor. Mai târziu  a lucrat într-o fabrică de țigări unde colegii îl umileau spunând că este fată. La vârsta de paisprezece ani Andersen s-a mutat la Copenhaga, căutând de lucru ca actor la teatru. Vocea lui plăcută l-a ajutat să intre la Teatrul Regal Danez,  dar această carieră  s-a întrerupt  după ce vocea i s-a schimbat. Un coleg de la teatru l-a recomandat drept poet, iar el a luat în serios acest lucru, începând să se concentreze asupra scrisului.

### Adolescența
Când era adolescent, întâlnindu-l întâmplător, Jonas Collins a început să fie interesat de acest băiat ciudat și l-a trimis pe Andersen la Școala secundară din Slagelse, suportând toate cheltuielile. Încă înainte de a fi admis la Școala secundară el reușise deja să publice prima poveste „Fantoma de la mormântul lui Palnatoke”, în 1822.
Deși era un elev îndărătnic, Andersen a studiat atât la Slagelse, cât și la școala din Helsingør până în 1827. Mai târziu spunea că acești ani au fost cea mai întunecată și mai amară parte a vieții sale. El a locuit în casa profesorului său, care era foarte dur, pentru a-i „forma caracterul”, și a fost îndepărtat de colegii de școală, fiind mult mai în vârstă decât majoritatea dintre ei, retras și neatrăgător. Ba mai mult, era dislexic, o cauză aproape sigură pentru dificultățile sale de învățare, mai târziu a afirmat că experiența de la școală l-a împiedicat sau l-a descurajat să scrie. Mai târziu a învățat să vorbească aproape fluent limbile engleză, daneză și germană, precum și limbile scandinave. Stia, de asemenea, limbile clasice,  greaca și latina, și a învățat ulterioe franceza și italiana.

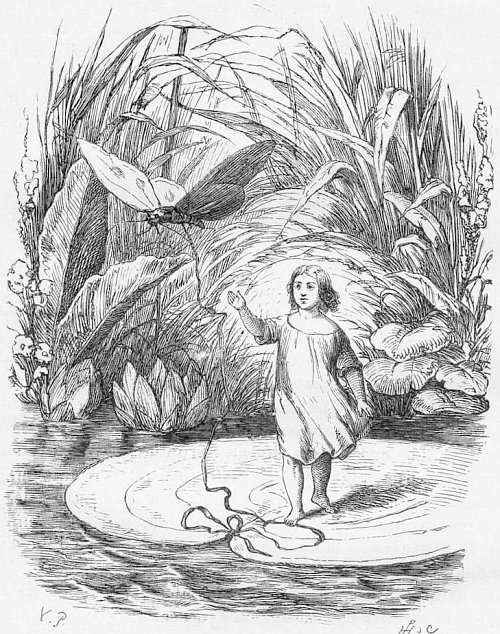
Degețica, schiță făcută de către Vilhelm Pedersen

## Cariera

### Operele de început
În 1829, Andersen a înregistrat un succes considerabil cu o povestire intitulată „O călătorie de la Canalul Holmen la capătul răsăritean al Insulei Amager în anii 1828 și 1829”. În aceeași perioadă el a publicat atât o farsă, cât și o culegere de poeme. A urmat o perioadă relativ slabă, până în 1833 când a primit o bursă de călătorie din partea regelui, făcând astfel una dintre primele sale lungi călătorii prin Europa. La Le Locle, în Jura,  a scris „Agnete și tritonul” iar în octombrie 1834 el a sosit la Roma. Primul roman al lui Andersen, „Improvizatorul”, a fost publicat la începutul anului 1835 și a devenit un succes imediat.

### Poveștile lui Andersen
În cursul anului 1835 Andersen a publicat primul fascicul al Poveștilor (daneză: Eventyr) sale care vor deveni nemuritoare. Mai multe povești care au completat primul volum au fost publicate în 1836 și 1837. Valoarea acestor povești nu a fost recunoscută imediat, și s-au vândut cu greu. În același timp Andersen se bucura de mai mult succes cu două romane publicate în aceeași perioadă:

### „O.T.”(1836) și„Doar un muzicant”

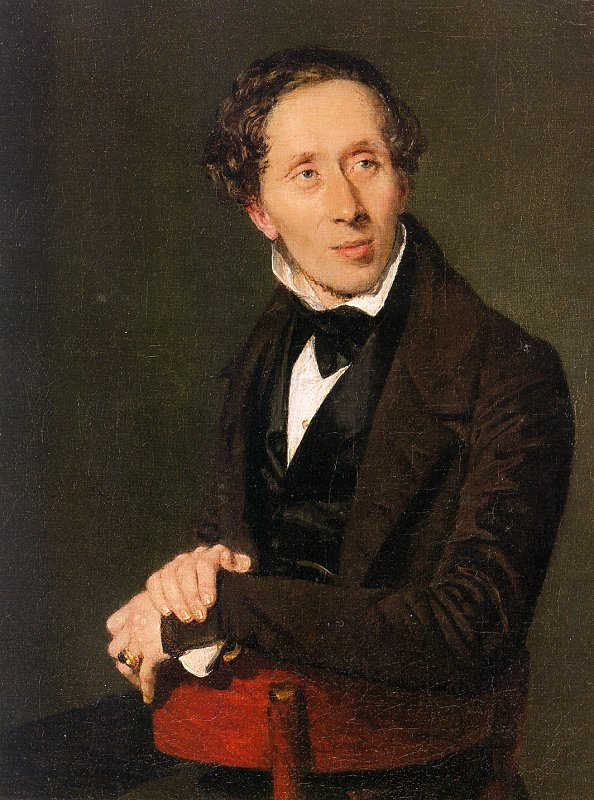
Andersen în anul 1836

După o vizită în Suedia în 1837, Andersen a fost inspirat de zona scandinavă și s-a dedicat scrierii unui poem în care să prezinte sentimentele de înrudire dintre suedezi, danezi și norvegieni. În iulie 1839, în timpul unei vizite pe insula Fynen el a scris textul poemului „Jeg er en Skandinav” (Eu sunt un scandinav).  În acest poem Andersen a surprins „frumusețea spiritului nordic și felul cum cele trei națiuni surori s-au dezvoltat gradat împreună” ca parte a unui imn național. Compozitorul Otto Lindblad a transpus acest poem în muzică și compoziția a fost publicată în ianuarie 1840. Popularitatea ei a ajuns la apogeu în 1845, după care a fost adesea cântată.
Faima poveștilor sale a crescut constant; o a doua serie a început în 1838 și o a treia în 1845. Andersen era acum celebrat în întreaga Europă, deși Danemarca încă rămânea sceptică.

### Jurnalele de călătorie
În 1841 face o călătorie în  Germania, Italia, Grecia Turcia și se întoarce acasă prin Dobrogea, urmând cursul Dunării. La Orșova rămâne un timp în carantină unde scrie Femeia Valahă pe care o publică ceva mai târziu în volumul Bazarul unui poet. În 1851 el a publicat cu mare fast în Suedia, un volum cu schițe de călătorie. Călător împătimit, Andersen a mai publicat și alte jurnale mai lungi de călătorie: „Imaginile posomorâte ale unei călătorii la Harz”, „Bazarul unui poet”, „În Spania”, „O vizită în Portugalia în 1866” etc. Ultima carte descrie vizita lui în Portugalia la cei doi portughezi Jorge și Jose O’Neill, care îi fuseseră prieteni în anii 1820, pe când aceștia locuiau în Copenhaga.
În jurnalele sale de călătorie, Andersen a ținut cont de convențiile contemporane despre scrierile de călătorie, dar a dezvoltat întotdeauna specia în așa fel încât să i se potrivească propriilor intenții. Fiecare dintre jurnalele sale combină prezentările documentare și descriptive ale locurilor pe care le-a văzut cu digresiuni filozofice asupra unor subiecte cum ar fi statutul unui autor, imortalitatea și natura ficțiunii în raportul literar de călătorie. Unele jurnale, cum ar fi „În Suedia” și Bazarul unui poet conțin chiar și povești.
În anii 1840 atenția lui Andersen s-a reîntors spre scenă, dar fără succes. Cu toate acestea, geniul său a fost dovedit în miscelanea „Cartea cu chipuri si fără chipuri” (1840). Faima poveștilor sale crescuse simțitor; începând o a doua serie în 1838 șiu o a treia în 1845. Andersen era acum celebrat în întreaga Europă, deși țara sa de origine, Danemarca încă dovedea o oarecare rezistență la pretențiile lui.

### Întâlnirile cu Dickens
În iunie 1847 Andersen a făcut prima sa vizită în Anglia și s-a bucurat de un succes social triumfal în timpul verii. Contesa de Blessington l-a invitat la petrecerile sale unde se puteau întâlni intelectualii și oamenii faimoși. La o astfel de petrecere l-a întâlnit pentru prima dată pe Charles Dickens. Andersen a considerat această întâlnire drept un mare privilegiu, deoarece Dickens era pe atunci cel mai mare scriitor englez în viață.
Zece ani mai târziu Andersen a vizitat din nou Anglia, dar de data aceasta avea ca scop să-l viziteze direct pe Dickens. El a stat la Dickens cinci săptămâni, fără a părea să fie conștient de intenția lui Dickens de a-l determina să plece. După această vizită corespondența dintre cei doi s-a întrerupt la alegerea lui Dickens, Andersen neînțelegând niciodată ce s-a întâmplat.

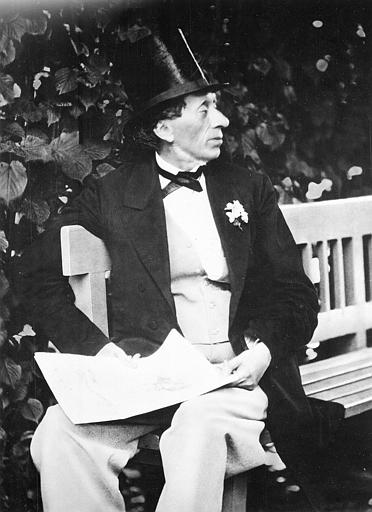
Andersen în anul 1869, la șase ani înainte de moarte

## Moartea
Andersen a căzut din pat și a fost grav rănit. Nu și-a revenit în totalitate niciodată, dar a trăit până în august 1875, când a murit în dureri groaznice în casa unor prieteni apropiați, Moritz Melchior (un bancher) și soția lui, lângă Copenhaga. Cu puțin timp înainte de moartea sa el a consultat un compozitor cu privire la muzica pentru funeraliile sale, spunând: „Cei mai mulți oameni care vor urma după mine vor fi copii, așa că faceți în așa fel încît ritmul să țină timpul cu pași mici”. Corpul său a fost îngropat la Assistents Kirkegard în zona Norrebro, Copenhaga.
La data morții sale, el era un artist recunoscut și prețuit pe plan internațional. A primit un stipendiu de la Guvernul danez cu titlul de „comoară națională”. Înainte de moartea sa se făceau deja demersuri pentru înălțarea unei statui maiestuoase în onoarea sa, care a și fost terminată și se află într-un loc central din Copenhaga.
Criticul Georg Brandes l-a întrebat pe Andersen dacă intenționa să-și scrie biografia. El a răspuns că este deja scrisă în „Rățușca cea urâtă”.

## Orientarea sexuală
Orientarea sexuală a lui Andersen este controversată. Discuția a început în 1901 cu articolul „Hans Christian Andersen: Probe ale homosexualității lui” de Carl Albert Hansen Fahlberg (utilizând pseudonimul Albert Hansenin) în publicația lui Magnus Hirschfeld „Jahrbuch für sexuelle Zwischenstufe” (Anuar despre ambiguitatea sexuală). Biografiile se referă de obicei la el fie ca homosexual, fie ca bisexual.
Multe dintre poveștile lui sunt interpretate ca referințe la problemele lui sexuale. Una dintre aceste povești este „Privighetoarea”, care este un tribut pentru „Privighetoarea Suedeză” Jenny Lind, o faimoasă cântăreață de operă suedeză, de care Andersen era îndrăgostit. Sentimentele ei pentru el nu erau aceleași; ea îl vedea cel mult ca pe un frate. O altă poveste este „Mica sirenă”, care își sacrifică propria viață pentru cea a prințului inaccesibil. Unii biografi cred că această poveste exemplifică dragostea lui Andersen pentru tânărul Edvard Collin, căruia i-a scris: „Tânjesc după tine ca după o frumoasă fetișcană din Calabria… sentimentele mele pentru tine sunt acelea ale unei femei. Feminitatea naturii mele și natura prieteniei noastre trebuie să rămână un mister.” Collin, care nu prefera bărbații, a scris în memoriul său: „M-am  găsit incapabil să răspund acestei iubiri, și asta i-a cauzat autorului multă suferință.” 
Se speculează că pasiunea autorului pentru dansatorul danez Harald Scharff și pentru Karl Alexander, tânărul duce moștenitor de Saxa-Weimar-Eisenach, a rezultat în parteneriate. Patru dintre scrisorile lui către Carl sunt editate în antologia semnată de Rictor Norton.

## Moștenirea

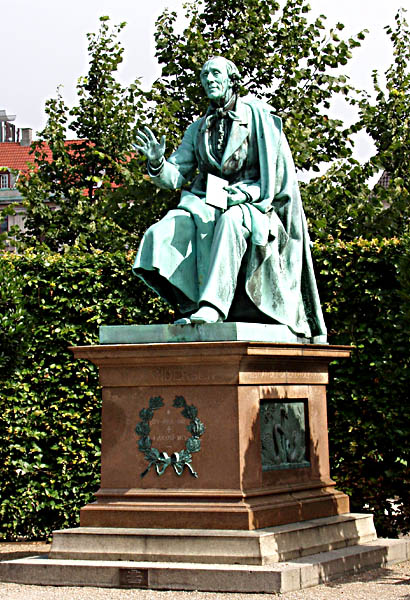
Sculptură ce îl întruchipează pe Andersen în Copenhaga

Printre vorbitorii de limbă engleză povești precum „Degețica”, „Crăiasa Zăpezii”, „Rățușca cea urâtă”, „Mica sirenă”, „Hainele noi ale împăratului” și „Prințesa și bobul de mazăre” rămân populare și citite pe scară largă („Rățușca cea urâtă” și „Hainele noi ale împăratului” au devenit expresii uzuale în limba engleză).
În portul din Copenhaga există o statuie a micii sirene, plasată în memoria lui Hans Christian Andersen, iar ziua de 2 aprilie, ziua de naștere a lui Andersen, este celebrată drept Ziua Internațională a Cărții pentru Copii.
În anul 2005 s-a sărbătorit bicentenarul nașterii lui Andersen și viața și opera sa au fost celebrate în întreaga lume. În Danemarca, în special, cel mai faimos fiu al națiunii a fost celebrat precum nicio altă figură literară.
Un parc tematic bazat pe poveștile lui Andersen a fost deschis în Shanghai la sfârșitul anului 2006. Jocuri multimedia, precum și tot felul de alte concursuri culturale legate de povești sunt disponibile pentru vizitatori. El a fost ales drept vedeta parcului, deoarece el este „o persoană drăguță și harnică, ce nu s-a temut de sărăcie”.

## Povești șiMemorii de călătorie
Printre cele mai faimoase povești ale sale se numără:
- Prințesa și bobul de mazăre (cunoscută și ca Adevărata prințesă) – 1835
- Degețica – 1835
- Cutia cu iască – 1835
- Mica sirenă – 1837
- Hainele cele noi ale împăratului – 1837
- Lebedele – 1838
- Soldățelul de plumb – 1838
- Turma de porci – 1841
- Moș Ene (Ole-Lukøie) – 1841
- Rățușca cea urâtă – 1843
- Privighetoarea – 1843
- Fetița cu chibrituri – 1845
- Clopotul – 1845
- Pantofiorii cei roșii – 1845
- Crăiasa zăpezii – 1845
- Familia fericită – 1847
- Micul Tuk – 1847
- Casa Veche – 1847
- Umbra – 1847
- Povestea unei mame – 1847
- Este foarte adevărat! – 1852
- Fecioara de gheață – 1861

În limba română a apărut traducerea integrală a  memoriilor de călătorie din 1840-1841, Bazarul unui poet (călătoria în Gerrmania, Italia, Grecia, Orient și țările dunărene), la editura Humanitas, 2021. Traducere de Ana-Stanca Tabarasi-Hoffmann și Grete Tartler. Prefață de Grete Tartler.
Pe lângă amintiri (uneori întrecute de fantezie) și însemnări de drum, volumul conține nuvele, basme ș poeme imaginate de autor în linia locurilor priin care trecea (de exemplu, H.C. compune și  textul unei doine valahe).